# 阿保剛
阿保剛（あぼ たけし）是出身日本的遊戲音樂作曲家。主要制作スタークラフト、KID、5pb.（現MAGES.）三家公司的音乐。

## 经历

#### 进入STARCRAFT
少年时期，从购读的学研(Gakken)学习杂志中接触到可以变化成各种声音的电子琴，于是开始对电子乐产生兴趣。 小学时热衷于红白机，也常去朋友家玩电脑游戏。尤其喜欢《变形战机》的音乐，有时还会哼唱旋律。另外，他在电子产品店偶然听到的《罗曼西亚》的音乐也给了他冲击。阿保刚也喜欢黄色魔术交响乐团，希望自己也能制作这样的音乐。1992年，阿保刚作为程序员进入スタークラフト公司。 在刚进入スタークラフト时，主要处理任天堂用软件的BUG修复和移植工作，同时学习音乐相关知识。之后开始参与游戏制作和音乐方面的工作，1993年凭借魔法门系列的配乐而出道。

#### KID～5pb.時代
1995年，阿保刚进入KID公司，担任了许多公司的恋爱冒险游戏的音乐制作，作曲数达到了每年100首以上。2006年在KID倒闭后，阿保刚进入了5pb.，也就是现在的MAGES. 继续音乐创作。2020年10月特别发售了《阿保刚KID作品集》，收录了KID时代作品的原声音乐集。

## 性格
- 会积极回应从粉丝得到的感想，是个比较随和的人。

- 阿保剛對汽車非常熱愛，且經常參加一些業餘級的比賽。他也是本田Prelude车系的爱好者。[5]
- 他跟多數的日本作曲家一樣，是Mac电脑的愛好者，他甚至在其個人網頁上寫有「Intel outside ! Microsoft outside! Windows outside!」之類的字句。不過現在他已改用PC機，而其個人網站上也早沒有這樣的語句了，他並表示很喜歡這樣的升級。
- 他所常用的音源軟體是Propellerhead公司的Reason與YAMAHA公司的Cubase。而近年在製作PS2遊戲上的音樂則常以Reason來製作。

## 主要作品
| 品牌 | 类型        | 作品名 |
| ---- | ----------- | --- |
| KID  | 游戏        | 秋之回忆系列 |
| KID  | 游戏        | infinity系列 - Never7 -the end of Infinity- - Ever17 -the out of infinity- - Remember11 -the age of infinity- - 12RIVEN -the Ψcliminal of integral- |
| 5pb. | 游戏、 动画 | 科学ADV系列 - CHAOS;HEAD - CHAOS;CHILD - 命运石之门 - 命运石之门0 - 机器人笔记                                                                      |

## 外部連結
- VAL-SOUND  (個人網站) （页面存档备份，存于）
- 阿保剛KID作品集特设网站
- 个人推特首页